# YUBA liga 1965
La YUBA liga 1965 è stata la 21ª edizione del massimo campionato jugoslavo di pallacanestro maschile. La vittoria finale è stata ad appannaggio dello Zadar.

## Regular season
|     | Squadra               | G  | V  | P  | PF    | PS    | Pt. | Qualificazione |
| --- | --------------------- | -- | -- | -- | ----- | ----- | --- | -------------- |
| 1.  | Zadar                 | 22 | 18 | 4  | 1.928 | 1.669 | 36  |                |
| 2.  | AŠK Lubiana           | 22 | 16 | 6  | 1.959 | 1.655 | 32  |                |
| 3.  | OKK Belgrado          | 22 | 15 | 7  | 1.833 | 1.483 | 30  |                |
| 4.  | Lokomotiva Zagabria   | 22 | 13 | 9  | 1.726 | 1.574 | 26  |                |
| 5.  | Partizan Belgrado     | 22 | 12 | 10 | 1.851 | 1.725 | 24  |                |
| 6.  | Spalato               | 22 | 12 | 10 | 1.519 | 1.493 | 24  |                |
| 7.  | Željezničar Karlovac  | 22 | 12 | 10 | 1.637 | 1.608 | 24  |                |
| 8.  | Stella Rossa Belgrado | 22 | 11 | 11 | 1.682 | 1.666 | 22  |                |
| 9.  | Radnički Belgrado     | 22 | 7  | 15 | 1.786 | 1.760 | 20  |                |
| 10. | Slovan Lubiana        | 22 | 7  | 15 | 1.705 | 1.857 | 14  |                |
| 11. | Rabotnički Skopje     | 22 | 5  | 17 | 1.528 | 1.799 | 10  | retrocesse     |
| 12. | Ilirska Bistrica      | 22 | 1  | 21 | 1.240 | 2.105 | 2   | retrocesse     |

| YUBA liga 1965  |
| --------------- |
| Zadar 1º titolo |

## Formazione vincitrice
| N° | Naz.                  | Ruolo | Sportivo         |  | Alt. |  |
| -- | --------------------- | ----- | ---------------- |  | ---- |  |
|    | Jugoslavia (bandiera) | P     | Giuseppe Gjergja |  | 176  |  |
|    | Jugoslavia (bandiera) |       | Željko Troskot   |  |      |  |
|    | Jugoslavia (bandiera) |       | Mile Marcelić    |  |      |  |
|    | Jugoslavia (bandiera) |       | Miljenko Valčić  |  |      |  |
|    | Jugoslavia (bandiera) |       | Bruno Marcelić   |  |      |  |
|    | Jugoslavia (bandiera) |       | Đuro Stipčević   |  |      |  |
|    | Jugoslavia (bandiera) |       | Petar Jelić      |  |      |  |
|    | Jugoslavia (bandiera) | C     | Krešimir Ćosić   |  | 209  |  |
|    | Jugoslavia (bandiera) | G     | Marko Oštarčević |  |      |  |
|    | Jugoslavia (bandiera) |       | Vladimir Ćubrić  |  |      |  |
|    | Jugoslavia (bandiera) |       | Jure Košta       |  |      |  |
|    | Jugoslavia (bandiera) |       | Milan Komazec    |  |      |  |
|    | Jugoslavia (bandiera) |       | Zanki            |  |      |  |
|    | Jugoslavia (bandiera) |       | Goran Brajković  |  |      |  |
|    | Jugoslavia (bandiera) |       | Petar Anić       |  |      |  |
|    | Jugoslavia (bandiera) | All.  | Enzo Sovitti     |  |      |  |